# 永山一夫
永山 一夫（ながやま かずお、1935年1月28日 - 没年不詳）は、在日朝鮮人であった元俳優、元声優。朝鮮名は権 秉純（クォン・ビョンスン）。劇団三十人会、さむらいプロに所属していた。

## 来歴・人物
慶尚南道居昌郡出身、父親は朝鮮総督府警察の刑事であった。1940年に両親に連れられ日本に移住し、子供の頃の日本名は大山昇だったが、終戦後には東京朝鮮中等学校と東京朝鮮中高等学校（高等部）の一期生として通学。1957年頃にNHKのテレビ俳優養成所のオーディションに合格する、芸名は日本人である「永山一夫」から戸籍を借りて付けたものである。
養成所時代の21歳の時に結婚したが、夫人は1966年頃に心臓病で死去している。
声優としてNHKの子供向け番組『おかあさんといっしょ』内の着ぐるみによる人形劇『ブーフーウー』（1960年 - 1967年3月）で、おおかみの声を担当し有名になった。番組では「おれはいじわる おおかみだ」「おつきさまは あおいよ」などの挿入歌を独唱。他の出演者との合唱曲も含めて、それらの音源はCD化されている。1967年4月からの『ダットくん』ではおじいさん役を演じ、1971年4月から『とんでけブッチー』では再びおおかみの声を演じている。
1960年代後半からは映画『日本暗黒史』シリーズ、『昭和残侠伝』シリーズ、テレビドラマ『ザ・ガードマン』などに出演、主に悪役を演じた。
1971年の夏に朝鮮民主主義人民共和国（北朝鮮）への移住を表明、10年前に先に移住した父の病気が理由。10月22日、第161次の在日朝鮮人の帰還事業により二人の息子を連れて、新潟港から万景峰号で北朝鮮に渡る。渡航の当日にNHK「スタジオ102」で特集が放送され、デビュー時から親交のあった黒柳徹子が出演した。北朝鮮に移住直後のインタビュー以降の消息は明らかになっていないが、2023年2月23日にライターの尾形敏朗のツイートによると、尾形が黒柳に10数年前に取材した際に永山は故人であり、息子が医者をしているとのこと。

## 出演作品

### 映画
- わんわん忠臣蔵（1963年、東映動画）※声の出演
- 放浪のうた（1966年、日活）
- 日本暗黒街（1966年、東映）
- 阿片台地 地獄部隊突撃せよ（1966年、松竹）
- 日本侠客伝 白刃の盃（1967年、東映）
- 兄弟仁義 関東兄貴分（1967年、東映）
- 続・組織暴力（1967年、東映） - ナイフの秀
- 日本暗黒史 血の抗争（1967年、東映）
- 波止場の鷹（1967年、日活） - 三宅
- ギャングの帝王（1967年、東映）
- 東京市街戦（1967年、日活）
- 日本暗黒史 情無用（1968年、東映）
- 密告（たれこみ）（1968年、東映）
- 前科者（1968年、東映）
- 夜の歌謡シリーズ おんな（1969年、東映）
- 不良番長 練監ブルース（1969年、東映） - 石津
- めくらのお市 地獄肌（1969年、松竹） - 孫
- 日本暴力団 組長（1969年、東映） - 足立
- やくざ番外地（1969年、日活） - 沢地
- やくざ番外地 抹殺（1969年、日活） - 中山
- 反逆のメロディー（1970年、日活） - ドス健
- 昭和残侠伝 死んで貰います（1970年、東映） - 小島
- ずべ公番長 ざんげの値打もない（1971年、東映） - 青田
- 激動の昭和史 沖縄決戦（1971年、東宝） - 抜刀の将校[13]

### テレビドラマ
- 燃え立つ流れ（1960年、NHK総合）
- 正塚の婆さん（1963年、TBS）
- 虹の設計（1964年 - 1966年、NHK総合）
- ゼロ戦黒雲隊（1964年 - 1965年、NET / 東映） - 中村甲太兵曹
- 空手三四郎（1965年 - 1966年、NET / 東映） - 細川半兵衛
- 特別機動捜査隊 （NET / 東映）
  - 第124話「誤算」（1964年）
  - 第184話「醜聞」（1965年）
- 若者たち 第18話「帰りなん・いざ」（1966年、フジテレビ / 俳優座） - 土久地
- 七人の刑事（TBS）
  - 第234話「黙秘犯人」（前編）（1966年）
  - 第235話「黙秘犯人」（後編）（1966年）
  - 第295話「ひとはデカと呼ぶ」（1967年）
  - 第376話「夜鳴る電話」（1969年）
- ザ・ガードマン（TBS / 大映テレビ室）
  - 第105話「国際会議全滅作戦」（1967年）
  - 第106話「太陽に向って大追跡」（1967年）
  - 第112話「死闘一対一」（1967年） ※第112話にクレジットされているゲスト出演者は永山一夫のみである。
  - 第173話「幽霊の招く館」（1968年）
  - 第185話「命を張って賭場荒し」（1968年）
  - 第191話「真夜中の客」（1968年）
- 東芝日曜劇場 第542回「夜の眼」（1967年、TBS）
- 銭形平次（フジテレビ / 東映） ※大川橋蔵版
  - 第64話「花婿の死」（1967年） - 伍市
  - 第182話「海猫の唄」（1969年） - 辰造
  - 第258話「どくろ駕籠」（1971年） - 弥八
- 半七捕物帳 第8話「異人の首」（1967年、TBS）
- 風 第37話「若さま飛び出す」（1968年、TBS / 松竹） - 大田原十内
- ローンウルフ 一匹狼（日本テレビ / 東映）
  - 第1話「復讐のメロディー」（1967年）
  - 第33話「地獄への片道切符」（1968年） - 岩倉
- ジョン万次郎（1968年、日本テレビ）
- 日本剣客伝 第1話「宮本武蔵」（1968年）（NET / 東映）
- 昔三九郎（日本テレビ / 三船プロ）
  - 第7話「イカサマと影法師」（1968年）
  - 第8話「殺したヤツら」（1968年）
- 愛妻くんこんばんは 第33話「ある決闘」（1968年、TBS / 日活）
- 37階の男 第1話「甘い触手」（1968年、日本テレビ / 東宝）
- 戦え! マイティジャック（フジテレビ / 円谷プロ）
  - 第5話「マリヤの像を追いかけろ!!」（1968年） - マリヤ像窃盗団のボス
  - 第11話「甘い爆弾にくらいつけ!」（1968年） - 秘密組織ブラッドのチーフ
- キイハンター（TBS / 東映）
  - 第22話「悪党ダービー」（1968年） - 辻川
  - 第31話「フーテン族強奪作戦」（1968年） - 関
  - 第45話「死体置場で今晩は」（1969年）
  - 第67話「生きていた男」（1969年） - 木村
  - 第68話「殺されに来た黄金の男」（1969年）
  - 第88話 「スパイ忠臣蔵」（1969年）
  - 第89話 「国際殺人銀行奇襲作戦」（1969年）
  - 第99話「がい骨はスキーがお上手」（1970年）
  - 第101話「裏切者の墓標」（1970年）
  - 第125話「悪党、黄金の大雪渓を行く」（1970年）
  - 第153話「走れ! 爆弾自動車大追跡」（1971年）
- 三匹の侍（フジテレビ）
  - 第6シリーズ 第4話「さらば愛しき女よ」（1968年） - 里見伊十郎
  - 第6シリーズ 第24話「白刃有情」（1969年） - 藤蔵
- 東京バイパス指令 第3話「目には目を」（1968年、日本テレビ / 東宝）- 高倉
- かみなり三代 第6話「つまずいたら起き上がれ」（1968年 日本テレビ / 日活）
- 素浪人 花山大吉 第37話「バカにかまってバカをみた」（1969年、NET / 東映） - 喧嘩常
- 日本任侠伝 第1話「国定忠治」（1969年、NET / 東映） - 浅次
- ブラックチェンバー  第6話「昼下がりの狙撃」（1969年、フジテレビ / 東映）
- プレイガール（東京12チャンネル / 東映）
  - 第13話「女の魔性に火がつけば」（1969年） - フランク中村
  - 第70話「撲り込み替え玉作戦」（1970年）
  - 第108話「情事は殺しの後にしろ」（1971年）
  - 第116話「怪談 水晶屋敷の怨霊」（1971年） - 竜作
- プロフェッショナル 第1話「大爆発!」（1969年、TBS / NMC）
- フラワーアクション009ノ1 第12話「バカンスは危険がいっぱい」（1969年、フジテレビ / 東映）
- 新・平四郎危機一発 第15話「殺し屋が帰って来た」（1970年、TBS / 東宝）
- ゴールドアイ（日本テレビ / 東映）
  - 第13話「超光線レーザーCOZ」（1970年）
  - 第24話「女スパイ島大爆発」（1970年） - 田口五郎
- 遠山の金さん捕物帳 第13話「白州で殺された男」（1970年、NET / 東映） - 安吉
- 大忠臣蔵（1971年、NET / 三船プロ） - 唖の三蔵
- 軍兵衛目安箱 第19話「密告」（1971年、NET / 東映） - 土井半蔵
- 大江戸捜査網 第47話「八百八町富狂い」（1971年、東京12チャンネル / 日活） - 赤井一家代貸
- 弥次喜多隠密道中 第1話「隠密大作戦（お江戸日本橋）」（1971年、日本テレビ / 歌舞伎座テレビ室） - 浅山伝蔵
- 天皇の世紀 第9話「急流」（1971年、朝日放送 / 国際放映） - 清河八郎
- ジキルとハイド 第3話「殺意の群れ」（1973年、フジテレビ / 東宝） ※制作は1969年。

### アニメ
- 鉄人28号（フジテレビ）
- 遊星少年パピイ（フジテレビ） - ストロング

### 吹き替え
- ロデオ
- 赤い灯をつけるな（リノ・バンチュラ）
- ある戦慄（トニー・ムサンテ）
- 黒い狼（ダーク・ボガード）
- 象使いの少年　(狩人<D・J・ウィリアムス>)
- 逃亡者　#95(ジャック・バーマス<ポール・マンティ>)
- 弁護士ジャッド　「影の自白」(マール<ジョー・ドン・ベーカー>)

### 人形劇
- おかあさんといっしょ（NHK総合）
  - ブーフーウー（1960年 - 1967年） - おおかみ
  - ダットくん（1967年 - 1969年） - おじいさん
  - とんでけブッチー（1971年） - おおかみ